# Eve Jugandi
Eve Jugandi (* 15. Januar 1981, verheiratete Eve Laansoo) ist eine estnische Badmintonspielerin. 

## Karriere
Eve Jugandi siegte 1997 erstmals bei den nationalen Juniorenmeisterschaften. Fünf weitere Titel folgten bis 2000. Bei den Erwachsenen siegte sie zum ersten Mal 1999. Im gleichen Jahr war sie auch bei den baltischen Meisterschaften erfolgreich.

## Sportliche Erfolge
| Saison | Veranstaltung                               | Disziplin   | Platz | Name                          |
| ------ | ------------------------------------------- | ----------- | ----- | ----------------------------- |
| 1997   | Estland: Einzelmeisterschaften der Junioren | Mixed       | 1     | Peeter Randvali / Eve Jugandi |
| 1998   | Estland: Einzelmeisterschaften der Junioren | Mixed       | 1     | Peeter Randvali / Eve Jugandi |
| 1998   | Estland: Einzelmeisterschaften der Junioren | Damendoppel | 1     | Eve Jugandi / Kati Kraaving   |
| 1998   | Baltic Championships                        | Damendoppel | 1     | Kairi Saks / Eve Jugandi      |
| 1999   | Estland: Einzelmeisterschaften der Junioren | Mixed       | 1     | Peeter Randvali / Eve Jugandi |
| 1999   | Estland: Einzelmeisterschaften der Junioren | Damendoppel | 1     | Kati Kraaving / Eve Jugandi   |
| 1999   | Estland: Einzelmeisterschaften              | Damendoppel | 1     | Kairi Saks / Eve Jugandi      |
| 2000   | Estland: Einzelmeisterschaften der Junioren | Damendoppel | 1     | Ulla Helm / Eve Jugandi       |
| 2000   | Estland: Einzelmeisterschaften              | Damendoppel | 1     | Ulla Helm / Eve Jugandi       |